# Maria Antonietta (film 2006)
Maria Antonietta, noto anche come Maria Antonietta - La storia vera, è un film televisivo del 2006 diretto da Francis Leclerc e Yves Simoneau.

## Trama
Poco prima che sia condotta alla ghigliottina, la regina Maria Antonietta ricorda la storia a partire dal suo arrivo a Versailles.

## Inesattezze storiche
- Mentre nel film viene vista Maria Antonietta scrivere lettere agli altri membri della sua famiglia una volta essere tenuta prigioniera, nella realtà questo le fu impedito.
- Contrariamente a quanto mostrato nel film, il verdetto di morte contro la regina non le fu comunicato in privato, ma annunciato in pubblico.